# Rodrigo Roncero
Rodrigo Roncero (Buenos Aires, 16 febbraio 1977) è un ex rugbista a 15 e medico argentino, giocava nel ruolo di pilone dello Stade français.

## Biografia
Nei suoi anni in Argentina Roncero praticò rugby a livello di club nell'Asociación Deportiva Francesa, mentre portava avanti dapprima gli studi, e poi la professione, di medico.
Al tempo della militanza in patria esordì nella Nazionale argentina a Tokyo, durante un test match contro il Giappone nel 1998, cui per quattro anni non fece più seguito alcuna attività internazionale.
Roncero divenne professionista nel 2002, quando fu contattato dal Gloucester che doveva sostituire il pilone italo-argentino Federico Pucciarello passato a giocare in Francia; firmò un contratto di due anni con il club inglese, nel corso dei quali si aggiudicò una Coppa Anglo-Gallese nel 2003.
Sempre in tale anno prese parte alla Coppa del Mondo di rugby 2003 in Australia, nel corso della quale disputò due incontri (Namibia e Romania).
Nonostante un prolungamento di contratto fino al 2005 firmato a luglio 2003, il club e il giocatore giunsero a una risoluzione consensuale nel maggio 2004; poco dopo vi fu l'ingaggio da parte dei francesi dello Stade français.
Con i parigini Roncero giunse, al termine della sua prima stagione, alla finale di Heineken Cup 2004-05, poi persa contro i connazionali del Tolosa, e vinse un campionato francese nel 2006-07; con la Nazionale prese poi parte alla Coppa del Mondo di rugby 2007 che si tenne proprio in Francia; in tale competizione, nella quale l'Argentina si classificò terza assoluta, disputò 6 incontri, compreso quello inaugurale e quello finale, entrambi disputati contro i padroni di casa francesi; quattro anni più tardi ha fatto parte anche della selezione argentina alla Coppa del Mondo di rugby 2011.

## Palmarès
- Campionati sudamericani: 1
Argentina: 2002
- Coppe Anglo-Gallesi: 1
Gloucester: 2002-03
- Campionati francesi: 1
Stade français: 2006-07